# 斯普林瓦利 (紐約州)
斯普林瓦利（英語：Spring Valley）是位於美國紐約州羅克蘭縣的村。

## 人口
根據2020年美國人口普查的數據，斯普林瓦利的面積為5.21平方千米，當中陸地面積為5.20平方千米，而水域面積為0.01平方千米。當地共有人口33066人，而人口密度為每平方千米6,347人。